# 香港二十五元紙幣

有利銀行於1912年發行的25元紙幣

二十五元紙幣是一種昔日流通的香港貨幣，面額為$25港元。

## 歷史
25元紙幣曾經在香港發行，但發行時間很短。
1865年香港上海匯理銀行（即今香港上海匯豐銀行）發行25元紙幣，1889年停印。
1866年東藩匯理銀行發行25元鈔票，1879年停印。
1862年至1866年間，亞西鴉特匯理銀行曾發行25元紙幣的樣票，不在市面流通。
1879年印度新金山中國匯理銀行（即今渣打銀行）發行25元紙幣，1897年停印。
1912年有利銀行發行25元紙幣，只發行過一次。
1931年3月25日有利銀行曾發行25元紙幣，惟未推出市面，註銷時失去300張，並在1935年2月於市面發現。